# Московский международный кинофестиваль 1967

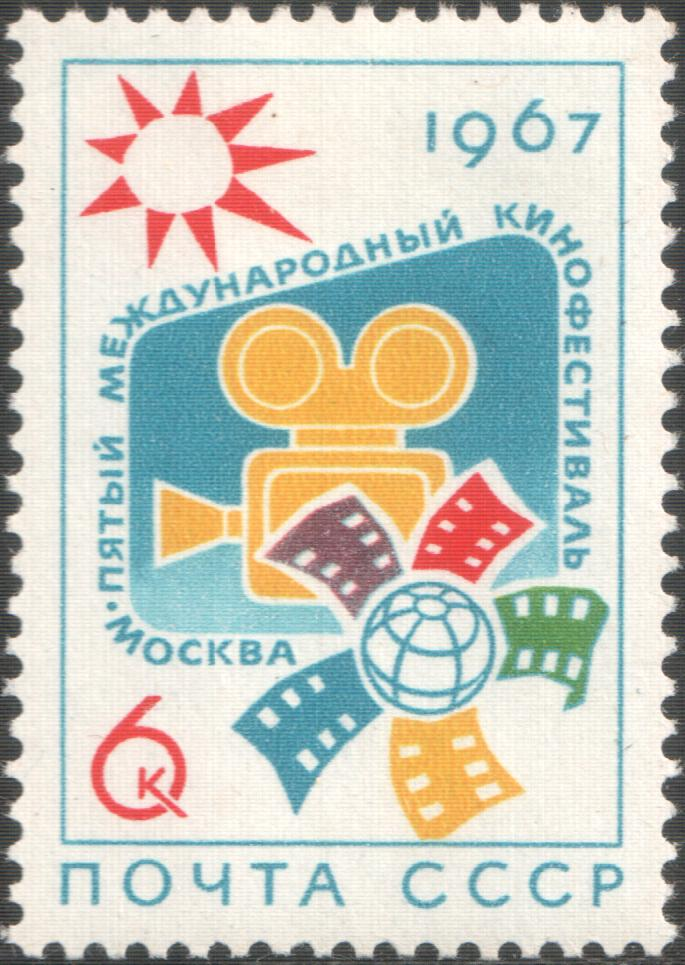
Эмблема фестиваля на почтовой марке

5-й Московский международный кинофестиваль состоялся в 1967 году. Открылся 5 июля в Москве.

## Жюри
Председатель жюри — Сергей Юткевич.
Члены жюри:
- Роман Виньоли Баррето[англ.] — режиссёр (Аргентина)
- Алексей Баталов — актёр и режиссёр (СССР)
- Люцина Винницка — актриса (ПНР)
- Тодор Динов — режиссёр (НРБ)
- Нагамаса Кавакита[англ.] — продюсер (Япония)
- Лесли Карон — актриса (Франция)
- Андраш Ковач — режиссёр (ВНР)
- Григорий Козинцев — режиссёр (СССР)
- Робер Оссейн — актёр и режиссёр (Франция)
- Иржи Секвенс — режиссёр (ЧССР)
- Дмитрий Тёмкин — композитор (США)
- Андре Торндайк — режиссёр (ГДР)
- Леонардо Фьораванти — кинокритик, директор Экспериментального киноцентра в Риме (Италия)

## Фильмы-участники
- «Большая белая башня» / Сирой кёто (Япония, реж. Сацуо Ямамото)
- «В сельве нет звёзд[вд]» / En la selva no hay estrellas (Перу, реж. Армандо Роблес Годой)
- «Вверх по лестнице, ведущей вниз» / Up the down staircase (США, реж. Роберт Маллиган)
- «Верный солдат Панчо Вильи[вд]» / Un dorado de Pancho Villa (Мексика, реж. Эмилио Фернандес)
- «Вестерплатте» / Westerplatte (ПНР, реж. Станислав Ружевич)
- «Ветер с Ореса[вд]» / Le vent de Aures (Алжир, реж. Мухаммед Лахдар Хамина)
- «Вор» / Le voleur (Франция-Италия, реж. Луи Маль)
- «Даки» / Dacii (СРР-Франция, реж. Серджиу Николаеску)
- «Дело братьев Навес[вд]» / O caso dos Irmaos naves (Бразилия, реж. Луис Сержиу Персон[вд])
- «Дикий глаз[вд]» / L’occhio selvaggio (Италия, реж. Паоло Кавара)
- «Дневник рабочего[вд]» / Tyomiehen paivakirja (Финляндия, реж. Ристо Ярва)
- «Журналист» (СССР, реж. Сергей Герасимов)
- «Зачарованный лес» / … (Камбоджа, реж. Нородом Сианук)
- «Колдовская любовь[вд]» / El amor brujo (Испания, реж. Франсиско Ровира Белета[вд])
- «Мы будем петь в четверг, как и в воскресенье[вд]» / Jeudi on chantera comme dimanche (Бельгия-Франция, реж. Люк де Еш)
- «Наводнение[вд]» / Уеч (МНР, реж. Дэжидийн Жигжид)
- «Нгуен Ван Чой» / Nguyễn Văn Trỗi (ДРВ, реж. Буй Динь Хак[вд], Ли Тхай Бао)
- «Недра[вд]» / Subteranul (СРР, реж. Вирджил Калотеску)
- «Один человек лишний» / Un homme de trop (Франция-Италия, реж. Коста-Гаврас)
- «Операция „Святой Януарий“» / Operazione San Gennaro (Италия-ФРГ-Франция, реж. Дино Ризи)
- «Опозоренный[вд]» / … (Пакистан, реж. Игбал Шахзад)
- «Отец[вд]» / Apa (ВНР, реж. Иштван Сабо)
- «Отклонение[вд]» (НРБ, реж. Гриша Островский[вд] и Тодор Стоянов[вд])
- «Подопечный[вд]» / «Карьера авантюриста» / Sticenik (СФРЮ, реж. Владан Слиепчевич[вд])
- «Приключения Хуана Кинкина[вд]» / Aventuras de Juan Quin Quin (Куба, реж. Хулио Гарсиа Эспиноса)
- «Принцесса[вд]» / Princess (Швеция, реж. Оке Фальк[вд])
- «Рассвет[вд]» / Аль фаджр (Тунис, реж. Омар Хлифи[вд])
- «Романс для кларнета» / Romance pro kridlovku (ЧССР, реж. Отакар Вавра)
- «Скандал в семействе[вд]» / Escandalo en la familia (Аргентина, реж. Хулио Портер[вд])
- «Соседи» / Naboerne (Дания, реж. Бент Кристенсен)
- «Третья клятва[вд]» / Тисри касам (Индия, реж. Басу Бхаттачарья[вд])
- «Хан Эль-Халили[вд]» / … (ОАР, реж. Атеф Салем[вд])
- «Хлеб и розы[вд]» / Brot und rosen (ГДР, реж. Хайнц Тиль[вд], Хорст Э. Брандт[вд])
- «Человек на все времена» / A man for all seasons (Великобритания, реж. Фред Циннеман)

## Награды
Большой приз
- «Журналист» (СССР, реж. Сергей Герасимов)
- «Отец» (ВНР, реж. Иштван Сабо)

Золотые призы
- «В сельве нет звёзд» (Перу, реж. Армандо Роблес Годой)
- «Отклонение» (БНР, реж. Гриша Островский и Тодор Стоянов)

Серебряные призы
- «Вестерплатте» (ПНР, реж. Станислав Ружевич)
- «Романс для корнета» / «Романс для кларнета» (ЧССР, реж. Отакар Вавра) — специальная премия жюри
- «Операция „Святой Януарий“» (Италия-ФРГ-Франция, реж. Дино Ризи) — за лучшую кинокомедию
- «Большая белая башня» (Япония, реж. Сацуо Ямамото)
- «Подопечный» / «Карьера авантюриста» (СФРЮ, реж. Владан Слиепчевич)

Премии
- актёр Пол Скофилд («Человек на все времена», Великобритания)
- актриса Сэнди Деннис («Вверх по спусковой лестнице», США)
- актриса Грюнет Мольвиг («Принцесса», Швеция)

Особое упоминание
- режиссёр Фред Циннеман («Человек на все времена», Великобритания)

Почётный диплом
- Ретроспектива «50 лет советского кино»

Премия ФИПРЕССИ
- «Отклонение» (НРБ, реж. Гриша Островский и Тодор Стоянов)

Премия Комитета молодёжных организаций
- «Нгуен Ван Чой» / Nguyễn Văn Trỗi (ДРВ, реж. Буй Динь Хак, Ли Тхай Бао)[1][2]

Приз журнала «Искусство кино»
- Тху Хиен — вьетнамская киноактриса, за роль в фильме «Нгуен Ван Чой» (ДРВ)
- Януш Рожа[вд] и Ференц Кардош[вд] — венгерские режиссёры, за фильм «Детские болезни[вд]» (ВНР)

Приз журнала «Советский экран»
- Пола Ракса — польская киноактриса, за роль в фильме «Зося» (ПНР)
- Бурвиль — французский киноактёр, за роль в фильме «Большая прогулка» (Франция)